# Andrew Driver
Andrew David Driver (Saddleworth, 20 november 1987) is een Engels voetballer die bij voorkeur als middenvelder speelt. Hij tekende in juli 2015 een contract tot medio 2016 bij De Graafschap, dat hij na het seizoen verlengde tot medio 2018.
Driver stroomde in 2006 door vanuit de jeugd van Heart of Midlothian. Hiervoor debuteerde hij op 26 augustus 2006 in het eerste elftal, thuis tegen Inverness Caledonian Thistle. De wedstrijd werd met 4-1 gewonnen.